# Czarnków

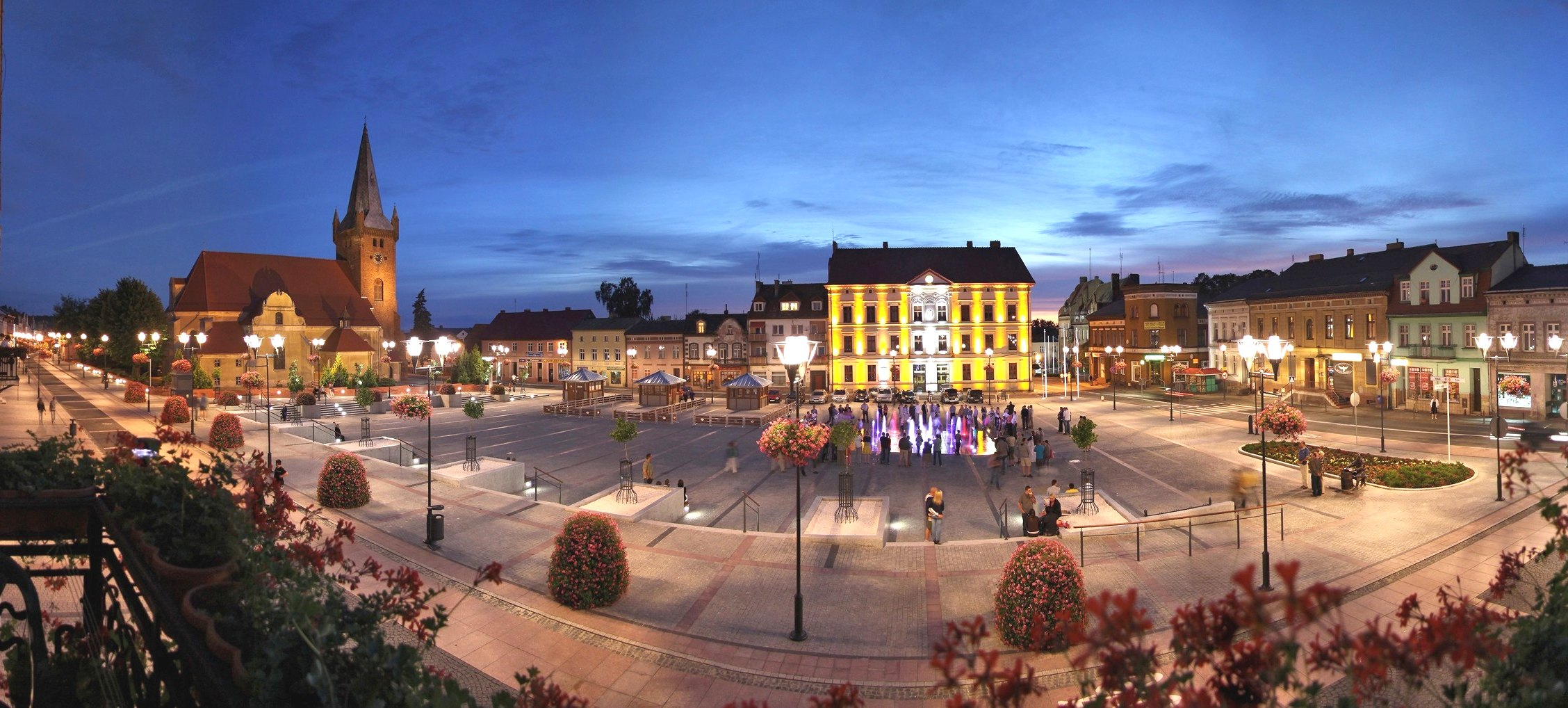
Marktplatz

Czarnków [ˈʧarnkuf] (deutsch Czarnikau, früher Tscharnikau, von 1939 bis 1941 Scharnikau, seit 21. Mai 1941 Scharnikau (Wartheland)) ist Kreisstadt des Powiat Czarnkowsko-Trzcianecki (Czarnikau-Schönlanke) und Sitz einer Landgemeinde in Polen.

## Geographische Lage
Die Stadt liegt in der historischen Region Posen, an der Netze (polnisch Noteć), etwa vierzig Kilometer südlich der Stadt Piła (Schneidemühl).

## Geschichte

### Mittelalter und Frühe Neuzeit

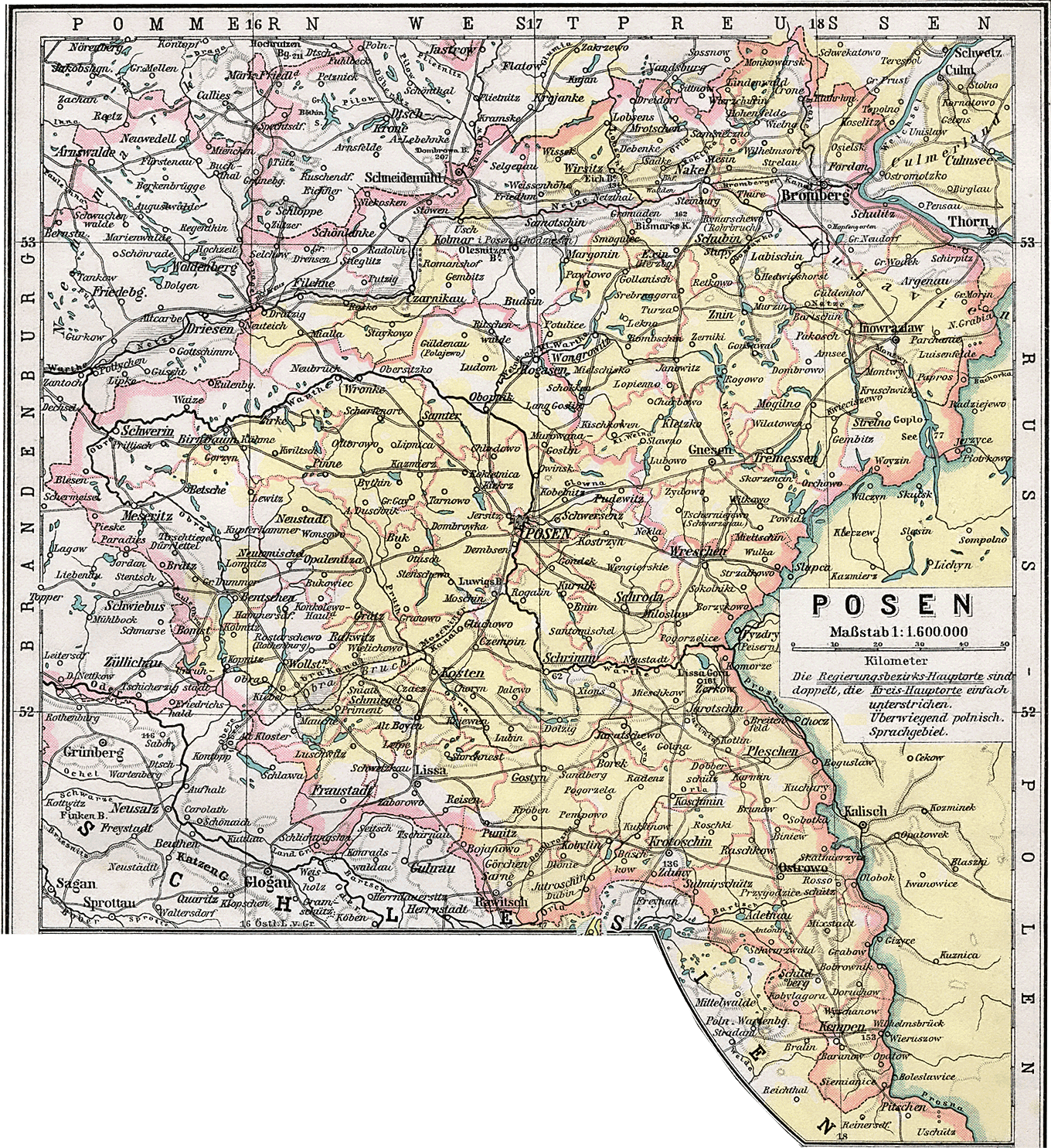
Czarnikau nordwestlich der Stadt Posen und südlich der Stadt Schneidemühl auf einer Landkarte der Provinz Posen von 1905 (gelb markierte Flächen kennzeichnen Gebiete mit seinerzeit mehrheitlich polnischsprachiger Bevölkerung).

Gegründet wurde Czarnków im 10. oder 11. Jahrhundert. Es war eine Veste der Pommern, die um 1100 einem Herrn Gnevomir gehörte. Um die Burg hatte sich bereits eine kleine Ansiedlung gebildet. Um 1107 oder 1108 wurde die Veste von dem polnischen Herzog Bolesław III. Schiefmund unter Einsatz von Belagerungsmaschinen angegriffen und überwältigt. 1244 bis 1407 war der Ort Sitz eines Burgvogtes. Das Stadtrecht erhielt der Ort im Jahre 1369. Vom 13. Jahrhundert bis in die erste Hälfte des 17. Jahrhunderts war Czarnków im Besitz der zum Adelsgeschlecht der Nałęcz gehörenden Adelsfamilie Czarnkowski. Daher hat die Stadt auch heute noch dasselbe Wappen wie das Adelsgeschlecht der Nalecz. 1647 wurde eine katholische Pfarrschule eröffnet.
Im Rahmen der Ersten Teilung Polens 1772 kam die Stadt mit dem Netzedistrikt zu Preußen. Zum Zeitpunkt der Inbesitznahme befanden sich die zumeist mit Stroh- oder Schindeldächern versehenen Häuser der Stadt in einem äußerst schlechten Zustand; nachdem 1776 ein Teil der Stadt abgebrannt war, ließ Friedrich der Große auf Staatskosten solidere Häuser erbauen.

### 19. und 20. Jahrhundert
Die Ortschaft gehörte bis 1920 zum Deutschen Reich. Czarnikau war Kreisstadt für den Landkreis Czarnikau in der Provinz Posen.
Als Czarnikau 1920 der neugegründeten Zweiten Polnischen Republik zugeschlagen wurde, verblieben die nördlich der Netze gelegenen Häuser, bislang Czarnikau Abbau genannt, bei Deutschland. Sie erhielten den neuen Namen Deutsch Czarnikau und wurden in den neugegründeten Netzekreis in der Grenzmark Posen-Westpreußen eingegliedert. Deutsch Czarnikau wurde 1937 in Scharnikau umbenannt. Die 1878 errichtete Synagoge wurde gleich nach dem Einmarsch deutscher Truppen noch im September 1939 zerstört.
Von 1939 bis 1945 war Czarnków südlich der Netze von den Deutschen besetzt, die die Stadt 1940 ebenfalls in Scharnikau umbenannten und völkerrechtswidrig in den Reichsgau Wartheland eingliederten.
Gegen Ende des Zweiten Weltkriegs besetzte am Anfang des Jahres 1945 die Rote Armee die Region. Bald darauf wurde die Stadt der Verwaltung der Volksrepublik Polen übergeben. Am 27. Februar 1945 wurde bereits die Schule wieder eröffnet. Soweit noch Deutsche in der Stadt waren, wurden diese in der darauf folgenden Zeit von der örtlichen polnischen Verwaltungsbehörde vertrieben.

### Demographie
| Jahr | Einwohner | Anmerkungen |
| ---- | --------- | --- |
| 1783 | 1432      | ohne Garnisonsangehörige, in 253 Häusern (49 wüste Feuerstellen), größere Hälfte protestantische Deutsche, sonst katholische Polen, außerdem 211 Juden                                           |
| 1788 | 1231      | [ 4 ] |
| 1802 | 1722      | Stadt |
| 1816 | 2176      | darunter 938 Evangelische, 725 Katholiken und 513 Juden |
| 1821 | 2264      | [ 7 ] |
| 1837 | 3124      | [ 4 ] |
| 1852 | 3795      | Stadt |
| 1861 | 4120      | [ 4 ] |
| 1900 | 6898      | meist evangelische Einwohner |
| 1910 | 5007      | am 1. Dezember, darunter 3496 mit deutscher Muttersprache (2343 Evangelische, 724 Katholiken und 429 Juden) und 1439 Einwohner mit polnischer Muttersprache (zwei Evangelische, 1437 Katholiken) |

Im Jahr 2014 hatte die Stadt 11.175 Einwohner.

## Wirtschaft
Die Brauerei der Stadt produziert seit 1800.

## Verkehr
Czarnków hat einen Bahnhof an der südlich nur noch im Güterverkehr betriebenen und nördlich ganz stillgelegten Bahnstrecke Bzowo Goraj–Piła, weitere Halte waren in Osuch und Sarbia.

## Bauwerke
- Das Rathaus von Czarnków wurde Mitte des 19. Jahrhunderts im klassizistischen Stil errichtet.
- Das Museum von Czarnków im Gebäude einer ehemaligen preußischen Schule aus dem späten 19. Jahrhundert umfasst historische, archäologische und ethnografische Sammlungen aus der Umgebung von Czarnków, Lipica, Romanów (heute Romanowo Górne und Dolne ) und Walkowice.
- Die katholische Kirche St. Maria Magdalena wurde im 16. Jahrhundert im spätgotischen Stil erbaut und im 17./18. Jahrhundert erweitert.

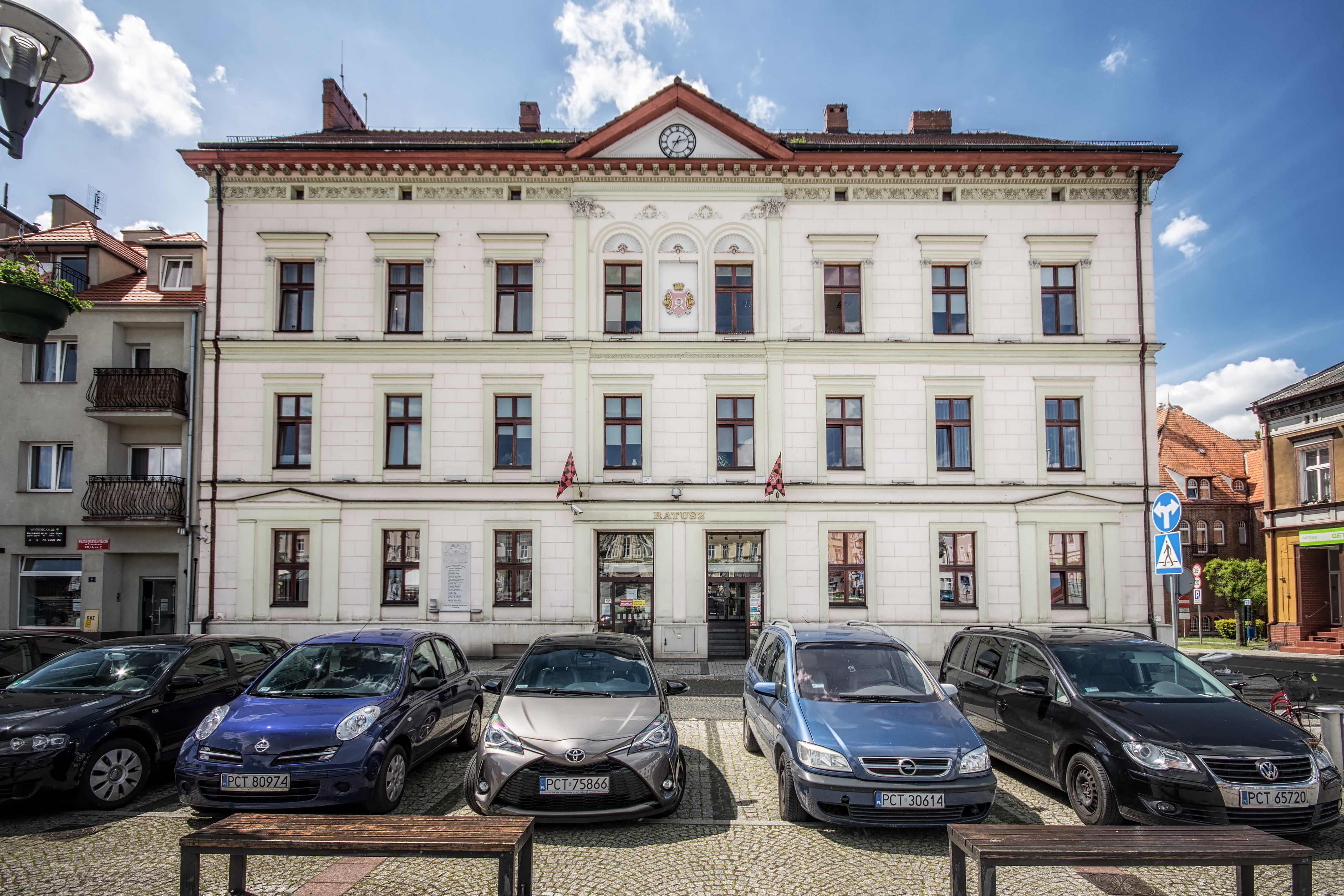
Rathaus
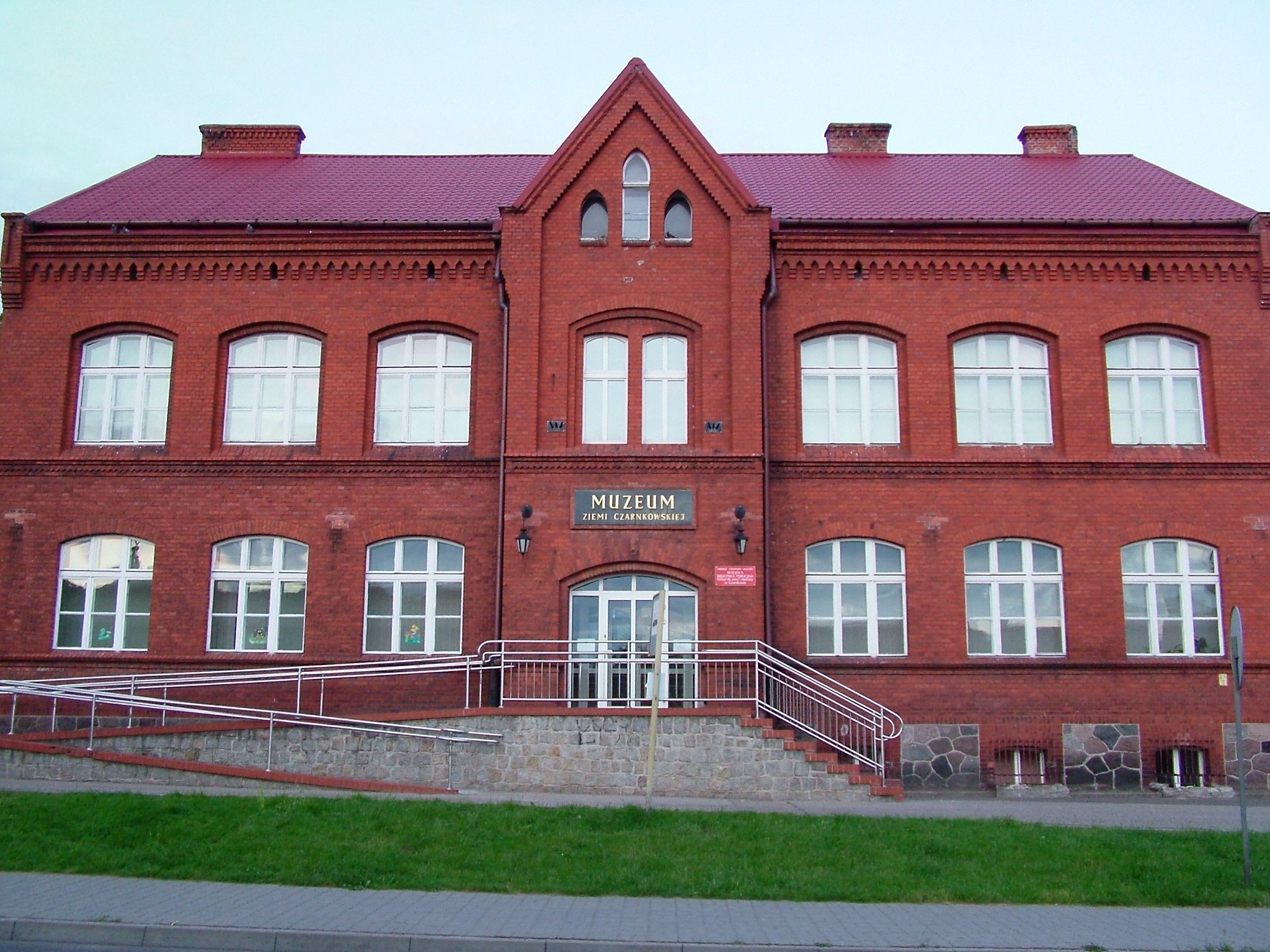
Museum von Czarnków
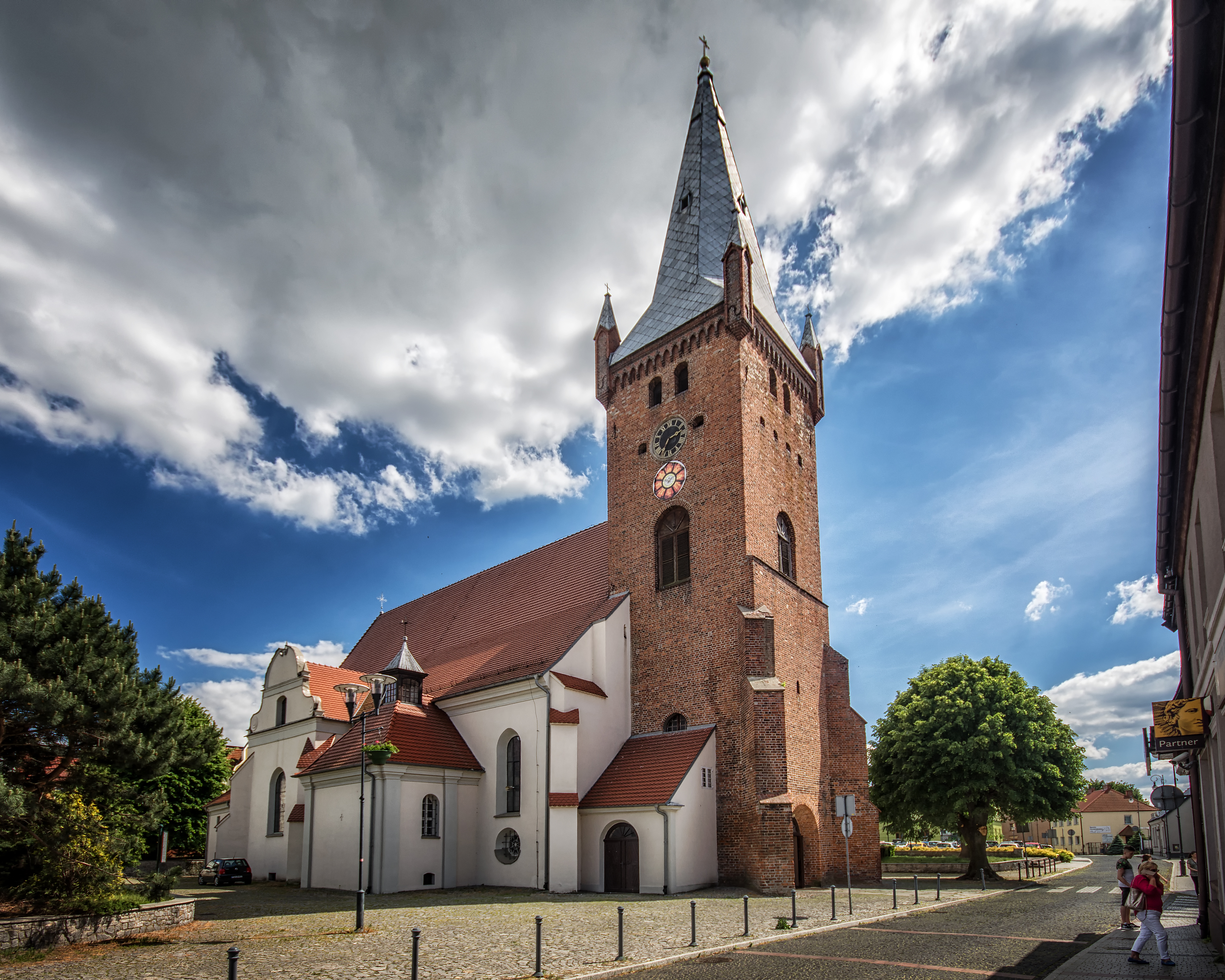
Kirche St. Maria Magdalena
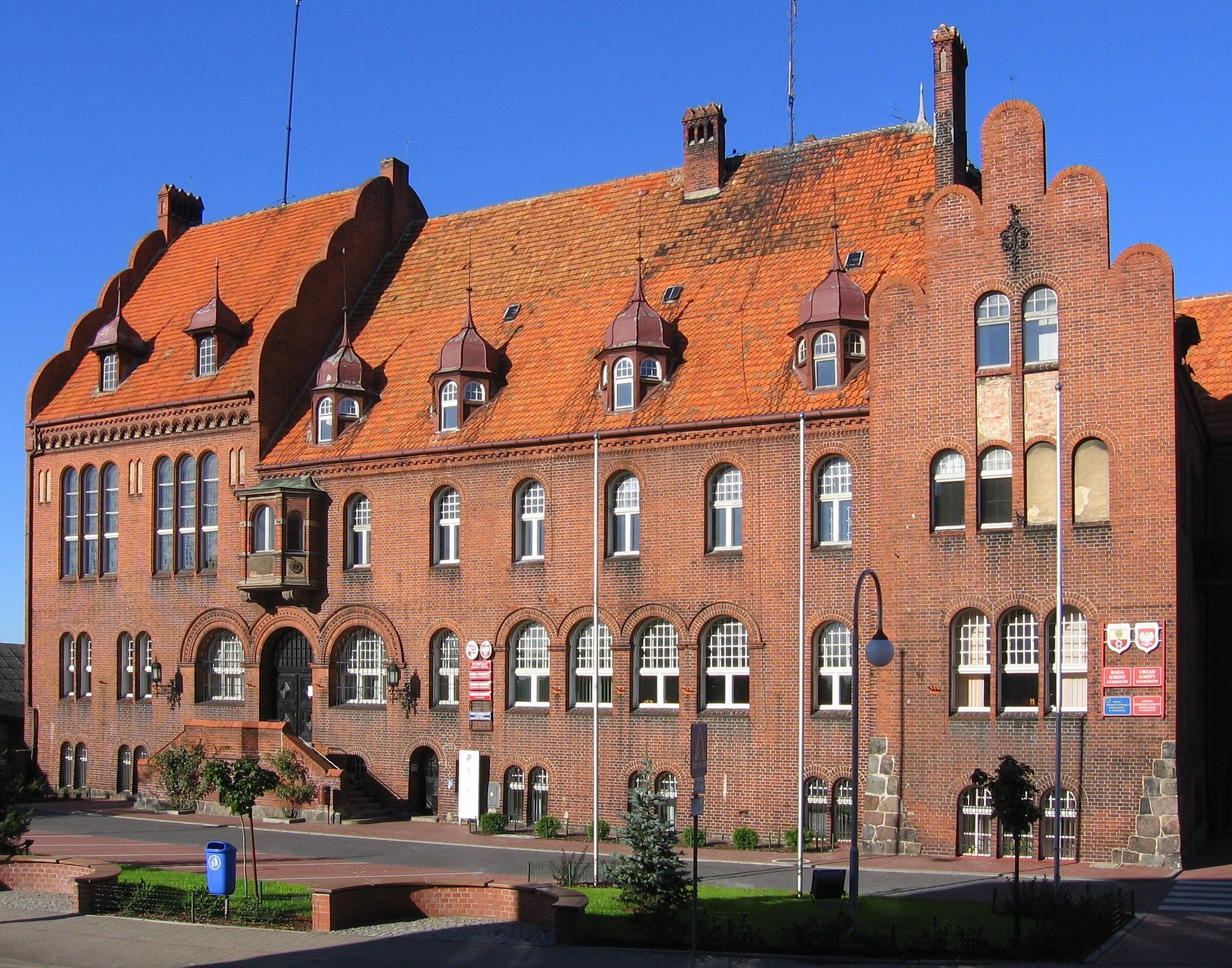
Amtsgebäude des Powiat und der Landgemeinde Czarnków
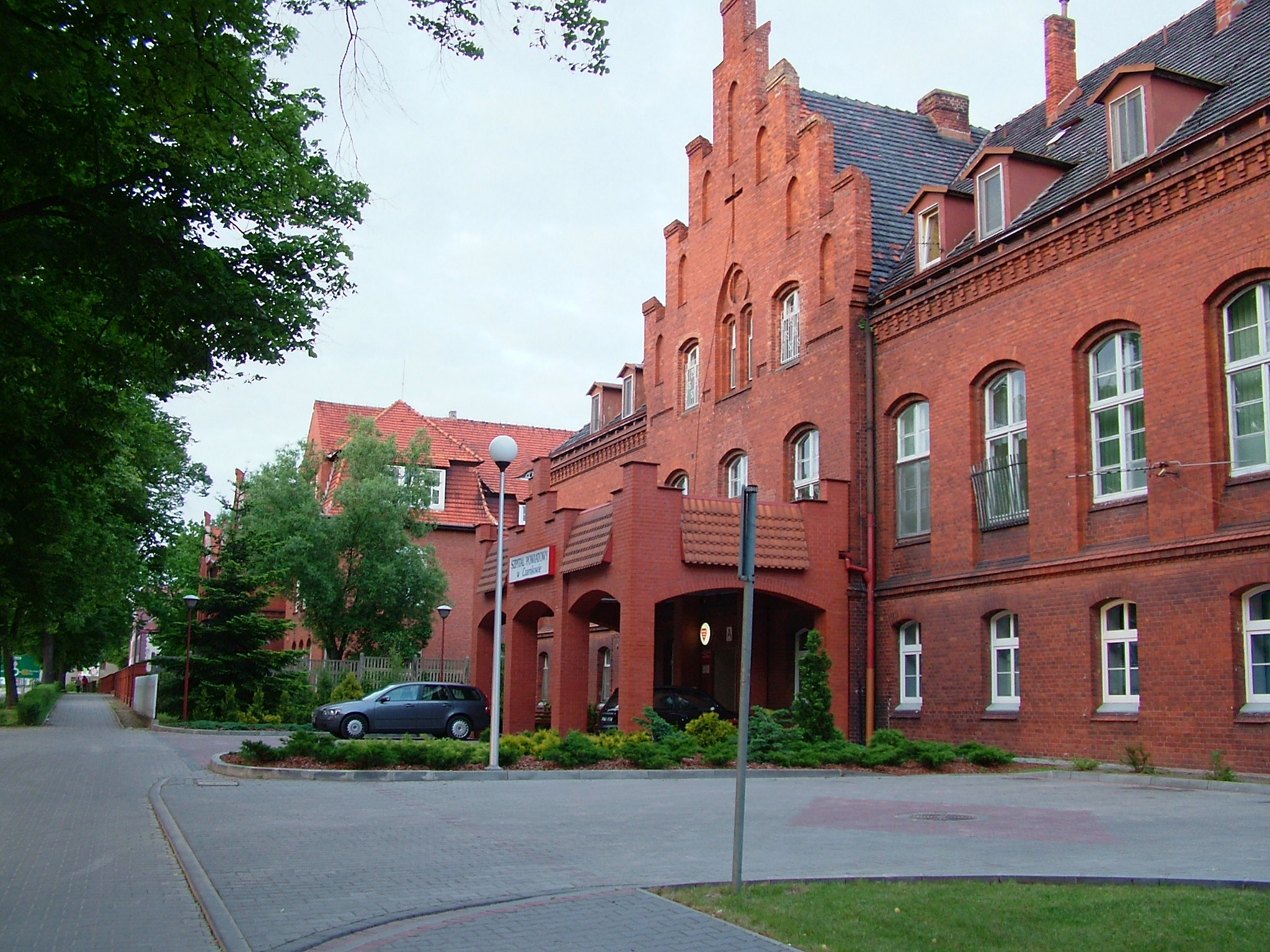
Kreiskrankenhaus in Czarnków
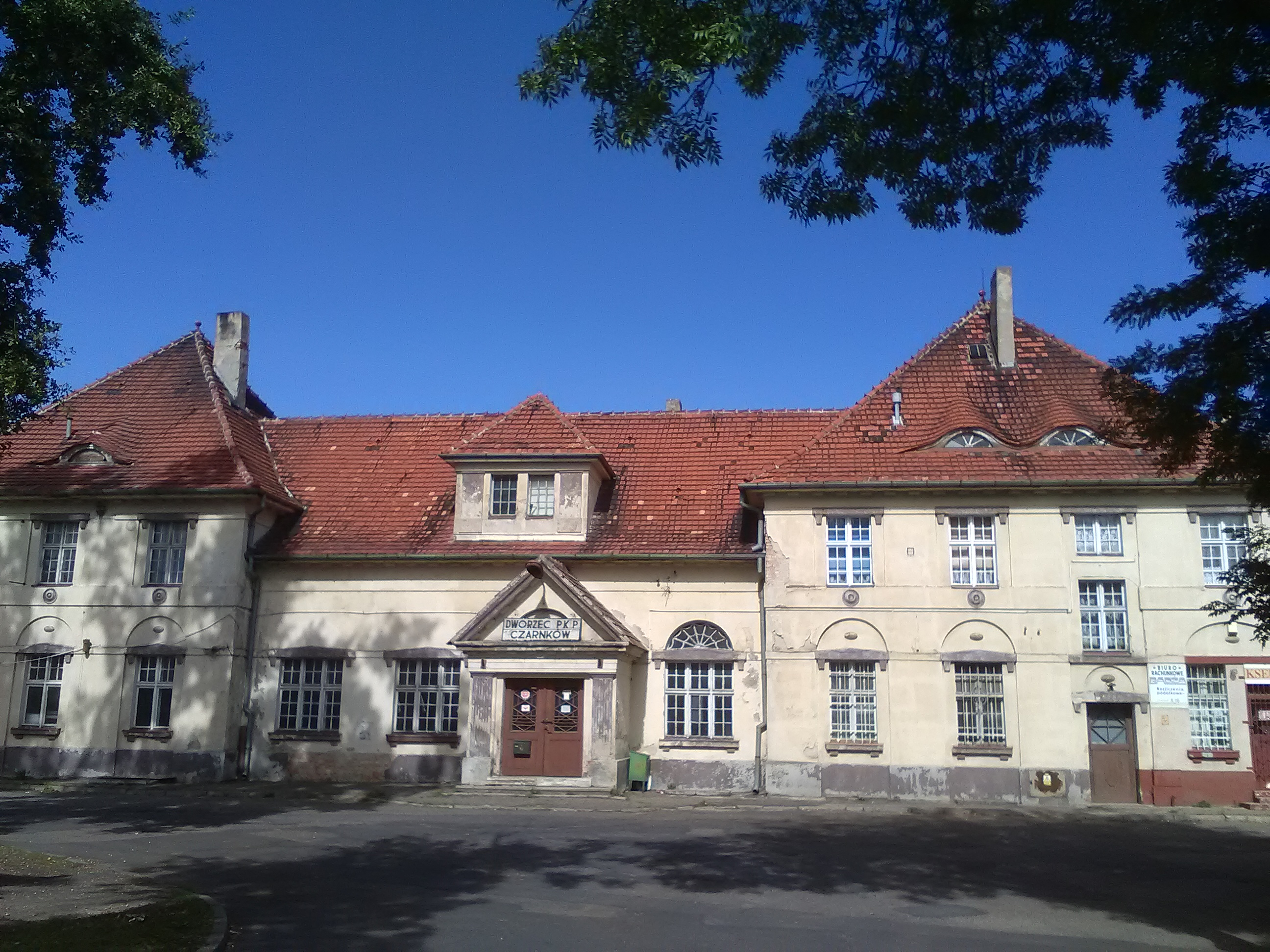
Bahnhofsgebäude
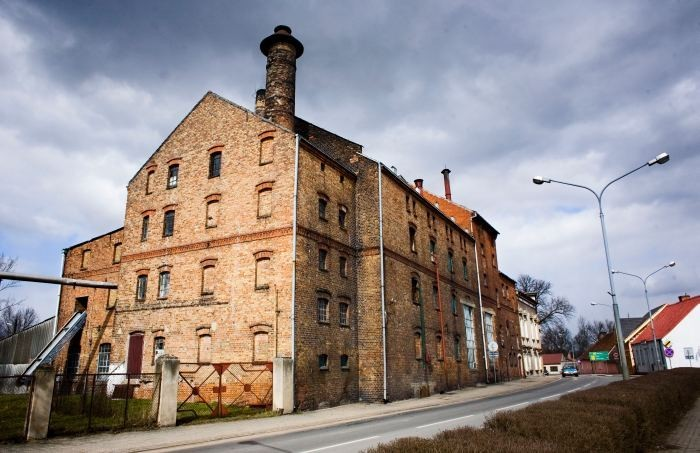
Brauerei Czarnków

## Partnerschaften

### Partnerstadt
- Gadebusch (Deutschland)

Rudolf Pieper (* 1935 nahe Czarnków), Bürgermeister in Gadebusch von 1990 bis 1994, wurde am 23. April 2010 in einer feierlichen Sondersitzung der Stadtvertretung von Czarnków zum Ehrenbürger der Stadt ernannt. Czarnków würdigt damit die Verdienste Piepers für die Verständigung und Freundschaft der mecklenburgischen Stadt Gadebusch mit der polnischen Stadt Czarnków.

### Partnerschule
- Die Regionale Schule mit Grundschule „Käthe Kollwitz“ Rehna|Käthe-Kollwitz-Schule in Rehna (Deutschland) ist Partnerschule des Öffentlichen Gymnasiums in Czarnków.

## In der Stadt geboren
In chronologischer Reihenfolge
- Friedrich David Michaelis (1813–1892), deutscher Gymnasial- und Hochschullehrer in Königsberg
- Leopold Loewenherz (1847–1892), deutscher Physiker
- Reinhold Sadler (1848–1906), US-amerikanischer Politiker, Gouverneur von Nevada
- Ada von Gersdorff (1854–1922), deutsche Schriftstellerin
- Edgar Rosenthal (1855–1927), deutsch-jüdischer Bankier
- Adolf Busse (1856–1942), deutscher Klassischer Philologe und Gymnasiallehrer
- Augusta Holtz (1871–1986), Deutschamerikanerin; wurde 115 Jahre alt
- Oskar Theodor Schweriner (1873–1934), Journalist und Schriftsteller
- Georg von Müffling genannt Weiß (1875–1957), preußischer Landrat
- Artur Schweriner (1882–1941), Journalist und Schriftsteller
- Karl Haenchen (1883–1962), deutscher Historiker und Pädagoge
- Frieda Riess (1890–≈1955), deutsch-jüdische Fotografin
- Ernst Haenchen (1894–1975), deutscher Theologe
- Adolf Deter (1900–1969), deutscher Politiker (KPD, SED) und Gewerkschaftsfunktionär (FDGB)
- Martin Gerson (1902–1944), Pionier der landwirtschaftlichen Umschulung von Juden für Palästina
- Johannes Neumann (1918–2012), deutscher Politiker (SPD), MdHB
- Wilfried Erdmann (1940–2023), deutscher Einhandsegler und Sachbuchautor
- Dirk Gottfriedt (* 1944), Bildhauer
- Piotr Waśko (1961–2023), Abgeordneter des Sejm
- Andrzej Steinbach (* 1983), deutscher Fotografie- und Performancekünstler

## Gmina
Die Landgemeinde Czarnków, zu der die Stadt Czarnków nicht gehört, umfasst eine Fläche von 347,98 km² und nimmt damit 19 % der Fläche des Powiat Czarnkowsko-Trzcianecki ein. Die Gemeinde zählt 11.471 Einwohner (Stand 31. Dezember 2020).